# 1941-es Vuelta ciclista a España
Az 1941-es Vuelta a España volt a 3. spanyol körverseny. 1941. június 12-e és július 6-a között rendezték. A verseny össztávja 4406 km volt, és 22 szakaszból állt. Végső győztes a spanyol Julián Berrendero lett.

## Végeredmény
|    | Versenyző             | Csapat | Idő            |
| -- | --------------------- | ------ | -------------- |
| 1  | Julián Berrendero     |        | 168 óra 45' 26 |
| 2  | Fermin Trueba         |        | 1' 07          |
| 3  | José Jabardo          |        | 6' 32          |
| 4  | Delio Rodríguez       |        | 29' 17         |
| 5  | Antonio-Andres Sancho |        | 35' 40         |
| 6  | Antonio Escuriet      |        | 35' 57         |
| 7  | Antonio Martin        |        | 46' 04         |
| 8  | Vicente Carretero     |        | 54' 25         |
| 9  | José Cano             |        | 1 óra 05' 40   |
| 10 | Manuel Izquierdo      |        | 1 óra 24' 13   |